# Vauquelinia californica

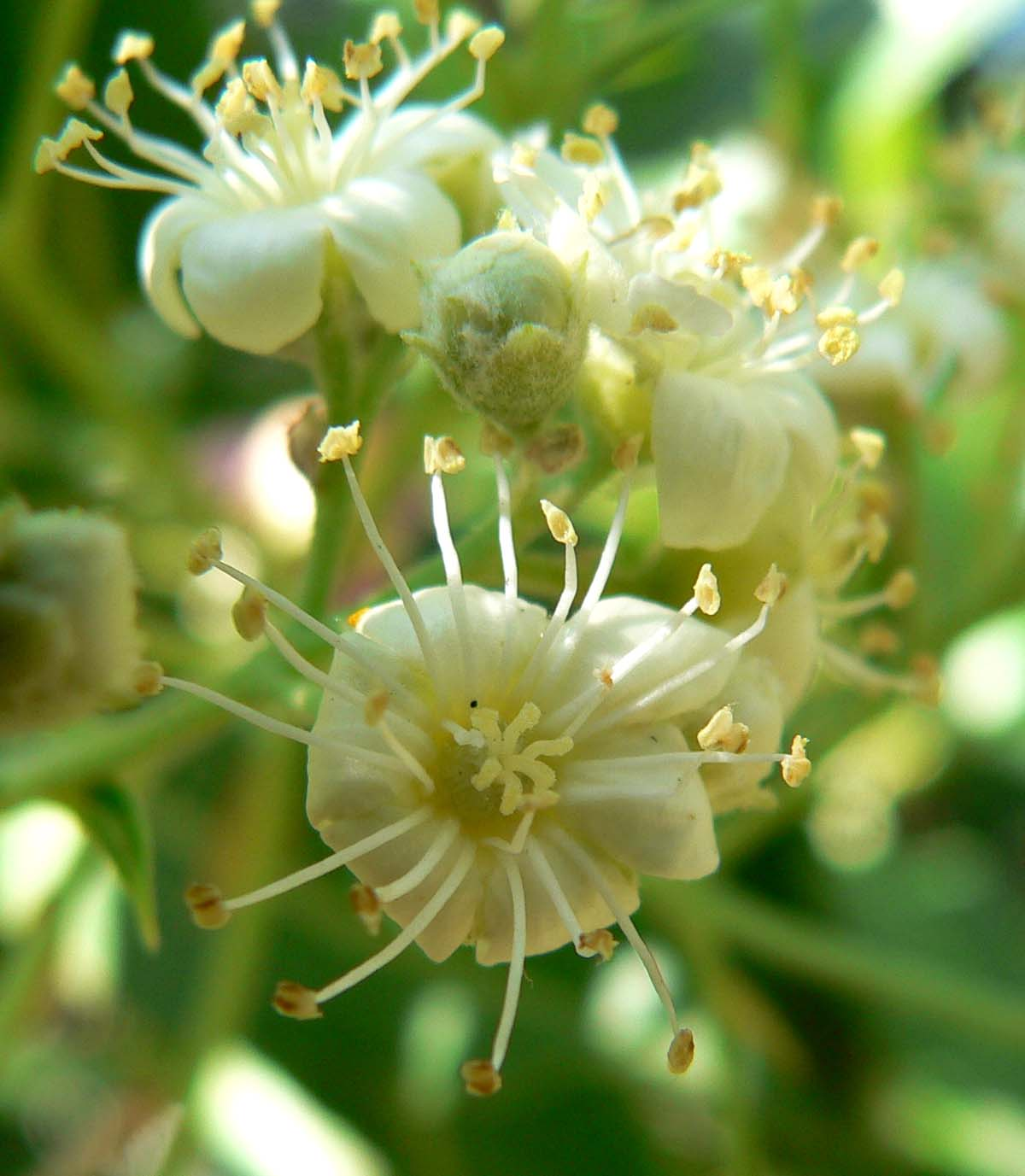
Blüten

Vauquelinia californica ist eine Pflanzenart aus der Gattung Vauquelinia innerhalb der Familie der Rosengewächse (Rosaceae). Sie kommt nur in kleinen isolierten Arealen in den südwestlichen USA und im nordwestlichen Mexiko vor. Ein englischsprachiger Trivialname ist Arizona rosewood.

## Beschreibung

### Vegetative Merkmale
Vauquelinia californica ist ein immergrüner, langsamwüchsiger und trockenheitsresistenter Strauch oder Baum. Er ist oft mehrstämmig und erreicht Wuchshöhen von über 6 Meter, selten bis zu 15 Meter.
Die einfachen, ledrigen Laubblätter sind kurz gestielt. Der Blattstiel ist bis zu 2 Zentimeter lang. Sie sind schmal eiförmig bis -lanzettlich oder seltener elliptisch und fein- bis stacheliggezähnt oder feingesägt, mit drüsigen Zähnen, sowie spitz und öfters stachelspitzig, seltener abgerundet bis eingebuchtet. Die Blätter sind bis etwa 6–13 Zentimeter lang und oberseits schwach behaart bis kahl und unterseits mehr oder weniger fein weiß-gräulich behaart. Die Nebenblätter sind später abfallend.

### Generative Merkmale
Im späteren Frühling öffnen sich die weißen Blüten in dichten, mehr oder weniger behaarten schirmtraubigen und endständigen Blütenständen. Die zwittrigen, kleinen und gestielten Blüten sind fünfzählig mit doppelter Blütenhülle. Der kleine becherförmige Blütenbecher ist behaart mit sehr kleinen, klappigen Kelchzipfeln. Die ausladenden bis zurückgelegten Kronblätter sind bis 4–5 Millimeter lang, sie welken orange bis rötlich. Es sind einige (15–20) ungleich lange Staubblätter in etwa einem Kreis und 5 fast freie, genäherte, mittelständige, behaarte Stempel mit kurzen Griffeln mit flachen, kopfigen Narben ausgebildet. Es ist ein dünner Diskus vorhanden.
Es werden kleine, etwa 6–7 Millimeter lange, eiförmige und fein rostig sowie borstig behaarte, holzige Sammelbalgfrüchte mit beständigem Blütenbecher und Kelch sowie Kronresten gebildet. Die einzelnen, keilförmigen und zweisamigen Balgfrüchte spreizen sich zur Reife auseinander. Die Samen sind einseitig geflügelt und mit Flügel etwa 5–6 Millimeter lang. Die Früchte bleiben noch längere Zeit an der Pflanze stehen und sie öffnen sich erst im Frühjahr (Wintersteher).

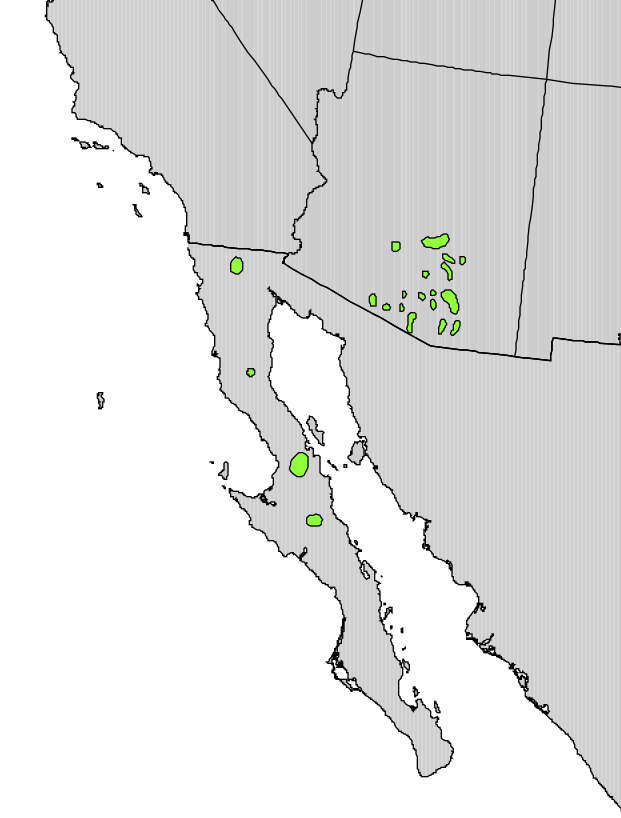
Verbreitungsgebiet

## Verbreitung
Vauquelinia californica wächst natürlicherweise nur in den südwestlichen US-Bundesstaaten Arizona sowie südwestlichen New Mexico in den Madrean Sky Islands und im nordwestlichen Mexiko in den Peninsular Ranges in Baja California und im nördlichen Baja California Sur sowie in Sonora und auch in Durango, Coahuila, Chihuahua. In Kalifornien fehlt die Art.
Aus Pollenanalysen wurde ein Teil der prähistorischen Verbreitung von Vauquelinia californica rekonstruiert. Während der Wisconsin-Vereisung kam Vauquelinia californica zum Beispiel in den tieferen Lagen der Waterman Mountains im südlichen Arizona vor, wo sie heute nicht mehr existiert.

## Nutzung
Vauquelinia californica wird als Zierpflanze, als Strauch, Hecke oder kleiner Baum angepflanzt. Sie wird als ungiftiger Ersatz für den Oleander genutzt.
Das dunkelbraune Holz mit seinen roten Streifen ist hart und sehr schwer, ein attraktives „Rosenholz“ (englisch Arizona oder California Rosewood). Das Holz wird sehr wenig verwendet.